# Latrodectisme
 Mise en garde médicale
Le latrodectisme est une envenimation par morsure d'araignée du genre Latrodectus, appelé communément « veuve noire ».

## Le poison
L'alpha-latrotoxine (ou α-latroxine) contenue dans le venin de ces espèces, quinze fois plus toxique que celui du serpent à sonnettes, détruit les vésicules synaptiques, et confère à ce venin une action neurotoxique plus dangereuse que celle du venin d'un cobra[réf. nécessaire]. Heureusement, la quantité injectée en cas de morsure est bien plus faible.
Il s'agit d'une protéine d'environ 120 KDa, se fixant sur certains récepteurs neuronaux (latrophiline 1 et neurexine) entraînant la formation de vésicules cellulaires et le relargage de neurotransmetteurs.

## Symptômes
Les principaux symptômes sont la douleur locale pouvant se diffuser jusqu'à l'abdomen et pouvant durer plusieurs jours. Il peut exister des troubles neurovégétatifs (variations de la température, transpiration et sueurs froides, et de la pression artérielle), des céphalées, des spasmes musculaires (contraction des muscles thoraciques, abdominaux et faciaux), des paresthésies (en particulier une paresthésie de la plante des pieds, pathognomonique) des troubles psychiques (état d'anxiété intense, crainte de mourir, et hallucinations), des nausées, un érythème et un œdème local. Un priapisme (érection prolongée et douloureuse) est rarement décrit.
Les cas mortels sont très rares ; les personnes les plus sensibles sont les enfants en bas âge, les personnes âgées, ou ayant des problèmes cardiaques. On ne comptabilise en moyenne qu'un décès pour 200 cas de morsures[réf. nécessaire]. L'atteinte cardiaque, sous forme de myocardite, est rare et mortelle.
Comme exemple, en 2003 aux États-Unis, 2 720 morsures de veuve noire ont été répertoriées par l'American Association of Poison Control Centers (en). Parmi les victimes, 635 enfants et adolescents, le reste étant des adultes. 860 cas ont été facilement traités, avec des soins médicaux appropriés ; 380 ont présenté des problèmes de santé modérés ; et 13, des problèmes graves. Il n'y a eu aucun décès. Cependant, ce rapport n'indique pas quelles espèces de veuves noires sont à l'origine de ces morsures (il y a cinq espèces de veuve noire présentes aux États-Unis, ayant chacune un venin de toxicité variable). Les décès consécutifs à une morsure de veuve noire sont plutôt rares de nos jours, les traitements médicaux s'étant améliorés au fil du temps. Il faut cependant avoir accès à ces soins, ce qui n'est pas le cas dans toutes les parties du monde.
Les symptômes diffèrent cependant selon l'espèce : douleurs locales en Australie, manifestations plus générales en Iran.

## Diagnostic
Il est uniquement clinique, aidé par l'identification de l'araignée mordeuse. Il n'existe pas de test biologique de confirmation.

## Traitement
Un traitement symptomatique, antalgique, doit être administré. L'utilisation de benzodiazépines permet de lutter contre les contractures musculaires.
L'utilisation de calcium ou de magnésium n'a pas fait la preuve de son efficacité.
Le sérum anti venimeux, bien qu'assez largement utilisé n'a pas démontré son efficacité.